# بارب ماسکارا
بارب ماسکارا با نام علمی Dawkinsia assimilis، یک گونه ماهی از خانواده پرتوبالگان از تیره داوکینزیا است.  این گونه بومی گهات غربی به ویژه ایالت های کارناتکه و کرالا در جنوب غربی هند است.  آنها با عنوان بارب ماسکارا شناخته می شوند.  فیلامنت بارب ها گروهی از ماهیان کوچک آب شیرین هستند که در رودخانه های شبه جزیره هند و سریلانکا یافت می شوند. ۹ گونه تحت جنس داوکینزیا شناخته شده است. این بارب‌ها در بین علاقه مندان به آکواریوم به عنوان یک ماهی زینتی محبوب هستند و همچنین از رودخانه ها جمع آوری شده و برای تجارت پرورش داده می شوند. 

## توزیع
میزان دقیق پراکنش آن نامشخص است. در سال های اخیر از حوضه های رودخانه نتراواتی، چالاکودی و کالادا جمع آوری شده است. 

## توضیحات
ماهی های بالغ با اندازه بالای 4.33 سانتیمتر با تمام پونتیوس های جنوب آسیا متفاوت است.  این گونه یک بارب با نواری سیاه رنگ به اندازه چشم در سراسر هر لوب باله دمی است.

## همچنین ببینید
- لیست گونه های ماهی آکواریومی آب شیرین

## مراجع
1. ↑  Raghavan, R. (2015). "Dawkinsia assimilis". The IUCN Red List of Threatened Species. IUCN. 2015: e.T195364A70169148. doi:10.2305/IUCN.UK.2015-1.RLTS.T195364A70169148.en. Retrieved 14 January 2018.
2. ↑  Froese, Rainer, and Daniel Pauly, eds. (2006). "Puntius assimilis" in FishBase. April 2006 version.
3. ↑  Pethiyagoda, R., Meegaskumbura, M. & Maduwage, K. (2012): A synopsis of the South Asian fishes referred to Puntius (Pisces: Cyprinidae). بایگانی‌شده  در ۱۹ نوامبر ۲۰۱۲ توسط Wayback Machine
4. ↑  "Dawkinsia assimilis – Mascara Barb (Systomus assimilis, Puntius assimilis) — Seriously Fish". Retrieved 2020-10-15.
5. ↑  Mishra, Lalatendu (2020-05-10). "Three new species of fishes found in Western Ghats". The Hindu (به انگلیسی). ISSN 0971-751X. Retrieved 2021-08-19.
6. ↑  "Dawkinsia assimilis – Mascara Barb (Systomus assimilis, Puntius assimilis) — Seriously Fish". Retrieved 2021-08-19.
7. ↑  "Dawkinsia assimilis". www.fishbase.se. Retrieved 2021-08-19.